# 普雷里多格鎮區 (堪薩斯州第開特縣)
普雷里多格鎮區（英語：Prairie Dog Township）為美國堪薩斯州第開特縣轄下的鎮區。2010年美国人口普查中此鎮區人口有38人。

## 地理
普雷里多格鎮區涵蓋總面積為92.7平方（35.78平方英里），其中陸地面積為92.6平方（35.77平方英里），水域面積為0.026平方（0.01平方英里）或0.03%。海拔高度844（2,769英尺）。

## 人口統計
根據2010年美國人口普查，普雷里多格鎮區人口有38人，其中男性有22人，女性有16人，人口密度為每平方公里0.41人，住房計22戶。鎮區內的白人有38人，非裔美國人有0人，美洲原住民有0人，亞裔美國人有0人，太平洋島裔美國人有0人，其他種族有0人，混血種族則有0人。此外鎮區內有0人為西班牙裔或拉丁裔美國人。此鎮區之年齡中位數為43.0歲，而男性年齡中位數為45.5歲，女性年齡中位數為42.5歲。

## 交通

### 主要公路
- 83號美國國道